# San Jose (Új-Mexikó, San Miguel megye)
San Jose statisztikai település az USA Új-Mexikó államában, San Miguel megyében. Lakosainak száma 67 fő (2020. április 1.).

## Népesség
A település népességének változása:

| 2010 | 137 |
| 2020 | 67  |